# Крылья Советов (парк)
Кры́лья Сове́тов («Парк Ленина», «Стадион») — парк в Авиастроительном районе города Казани, расположенный главным образом в микрорайоне Соцгород и заканчивающийся у микрорайона Караваево.
Границы парка проходят вдоль улиц: Копылова (ранее — Сталинградской, затем — Ленинградской) — с запада, Олега Кошевого — с севера, Дементьева — с востока. С юга парк граничит со спортивной школой футбольного клуба «Рубин».
В парковый комплекс интегрирован расположенный рядом Культурно-досуговый комплекс (дворец культуры) им. В. И. Ленина.

## История
Парк был заложен в 1939 году при комплексном создании микрорайона Соцгород и является одним из старейших парков в Казани.
До Великой Отечественной войны на месте спортивной школы футбольного клуба «Рубин» располагалась вышка для прыжков с парашютом.
До постройки офиса футбольного клуба «Рубин», южная территория принадлежала парку (продана в 2004 году).
В парке располагались аттракционы: «Колесо обозрения», «Ромашка», «Лодочки», «Лошадки», «Цепочки», «Самолёты».
Первым аттракционом, выведенным из эксплуатации и демонтированным, стало «Колесо обозрения». В 2008 году были выведены из эксплуатации остальные аттракционы, которые были демонтированы в марте 2013 года.

### Аллея Славы
Центральной аллеей, идущей от главного (центрального) входа в парк на улице Копылова (ранее — Ленинградской), параллельно боковому фасаду Культурно-досугового комплекса им. В. И. Ленина, является «Аллея Славы».
Сооружённая в 1957 году (авторы: скульпторы И. А. Новосёлов и Н. Я. Васильев) «Аллея Славы» представляет собой монументальный комплекс, включающий в себя памятник В. И. Ленину и восемь бюстов крупнейших русских учёных и лётчиков, расположенных попарно с правой и левой сторон аллеи на одинаковых четырёхгранных постаментах.
На лицевой стороне каждого постамента были размещены надписи, включающие фамилию и даты жизни изображённых лиц:
- «М. В. Ломоносов. 1711—1765»,
- «Д. И. Менделеев. 1834—1907»,
- «Н. Е. Жуковский. 1874—1921»,
- «А. Ф. Можайский. 1825—1890»,
- «С. А. Чаплыгин. 1869—1942»,
- «К. Э. Циолковский. 1857—1935»,
- «В. П. Чкалов. 1904—1938»,
- «П. Н. Нестеров. 1887—1914».

Расстояние между бюстами (по ширине аллеи) — 25 метров, расстояние между парами бюстов — 32 метра. Вся аллея была обведена бордюром из кустарника.
В перспективе аллеи на большой круглой площадке-газоне расположен памятник В. И. Ленину.
Изначально бюсты и памятник были выполнены из гипса и окрашены в чёрный цвет. Постаменты были выполнены из кирпича и отштукатурены.
В 2015 году была проведена реставрация бюстов и входной группы центрального входа с четырьмя гипсовыми скульптурами. Однако весной 2016 года бюсты и скульптуры начали осыпаться по причине нарушения технологии реставрационных работ и применения «инновационного гипса». Летом 2016 года бюсты были восстановлены. В июне 2017 года все бюсты и скульптуры были вандальным способом сняты и отправлены на реставрацию. 13 июля 2017 года на ряде сайтов, со ссылкой на помощника Президента Республики Татарстан Н. Л. Фишман, была распространена информация о том, что после реставрации была «возвращена» на прежнее место одна из скульптур входной группы, выполненная из алюминия. Однако после «презентации» скульптуру сразу убрали. К сентябрю 2016 года «обновлённые» бюсты и статуи были возвращены на прежние места.  

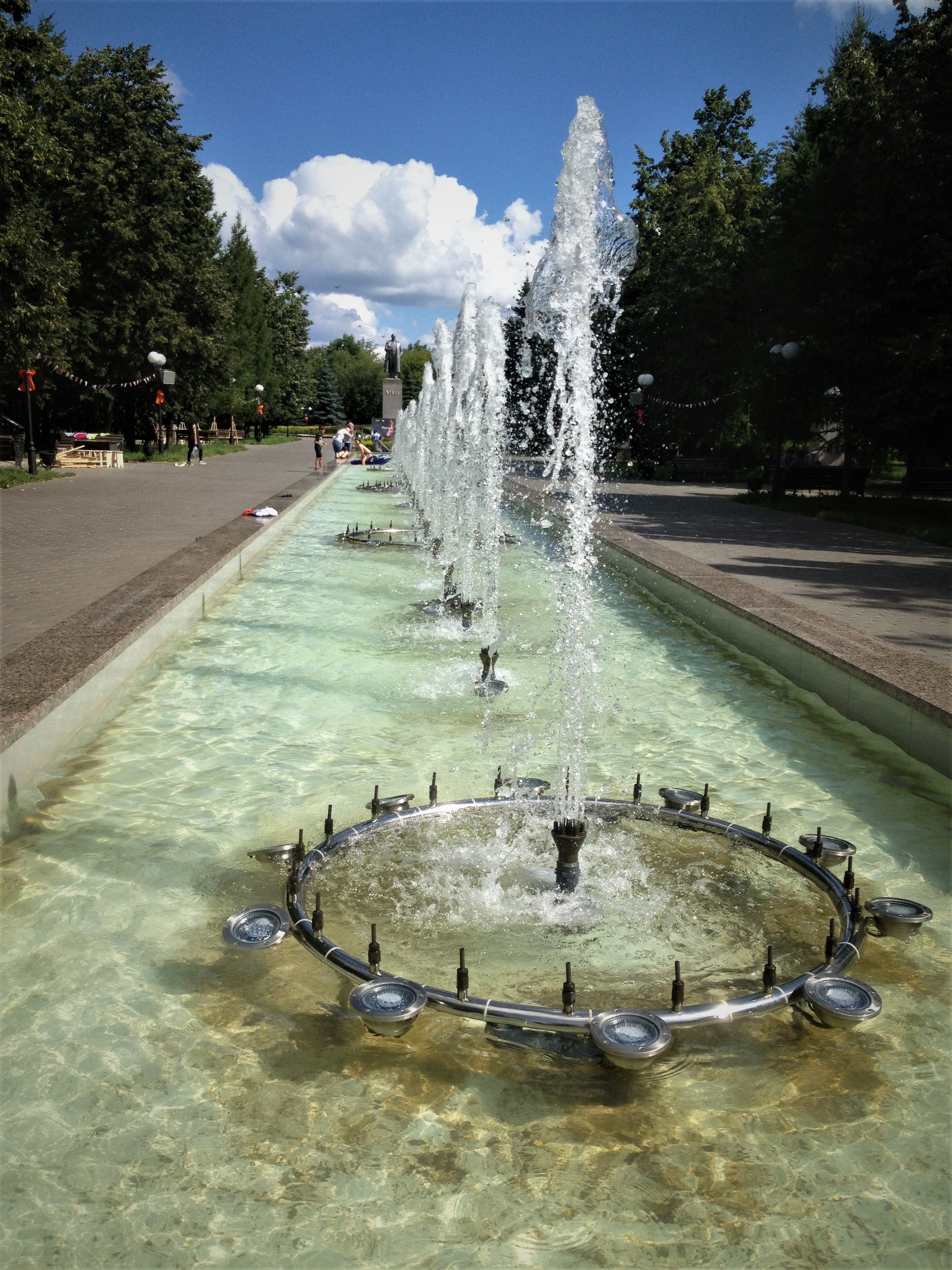
Фонтан

### Реконструкция
С 2015 года осуществляется поэтапная реконструкция парка, которую планируется закончить в 2017 году.
16 сентября 2016 года состоялась торжественная церемония открытия парка «Крылья Советов», в которой принял участие Президент Республики Татарстан Р. Н. Минниханов.
Основной идеей оформления парка стала тема «Авиация и авиастроение».
Проект реконструкции парка предусматривал воссоздание парка советского периода. Сохранена сложившаяся планировочная структура. Разработаны фирменный стиль парка, логотип, серия пиктограмм.
На главной аллее была уложена шестигранная брусчатка, характерная для советских парков, а на площади перед Культурно-досуговым комплексом им. В. И. Ленина воссоздано покрытие из бетонных плит.
Отреставрированы памятник В. И. Ленину, бюсты основоположников русской авиации, входная группа центрального входа с четырьмя гипсовыми скульптурами.
Восстановлено освещение, установлена система видеонаблюдения и звукового оповещения.
Созданы две новые входные группы: со стороны улицы Олега Кошевого (на пересечении с улицей Дементьева) и со стороны улицы Дементьева.
Общий объем инвестиций в реконструкцию парка составил около 202 миллионов рублей, в том числе из городского бюджета — около 63 миллиона рублей, ПАО «Казанский вертолетный завод» выделил 85 миллионов рублей.
Все проектные работы стоимостью около 12 миллионов рублей были выполнены казанским предприятием «Гипронииавиапром».

## Современное состояние

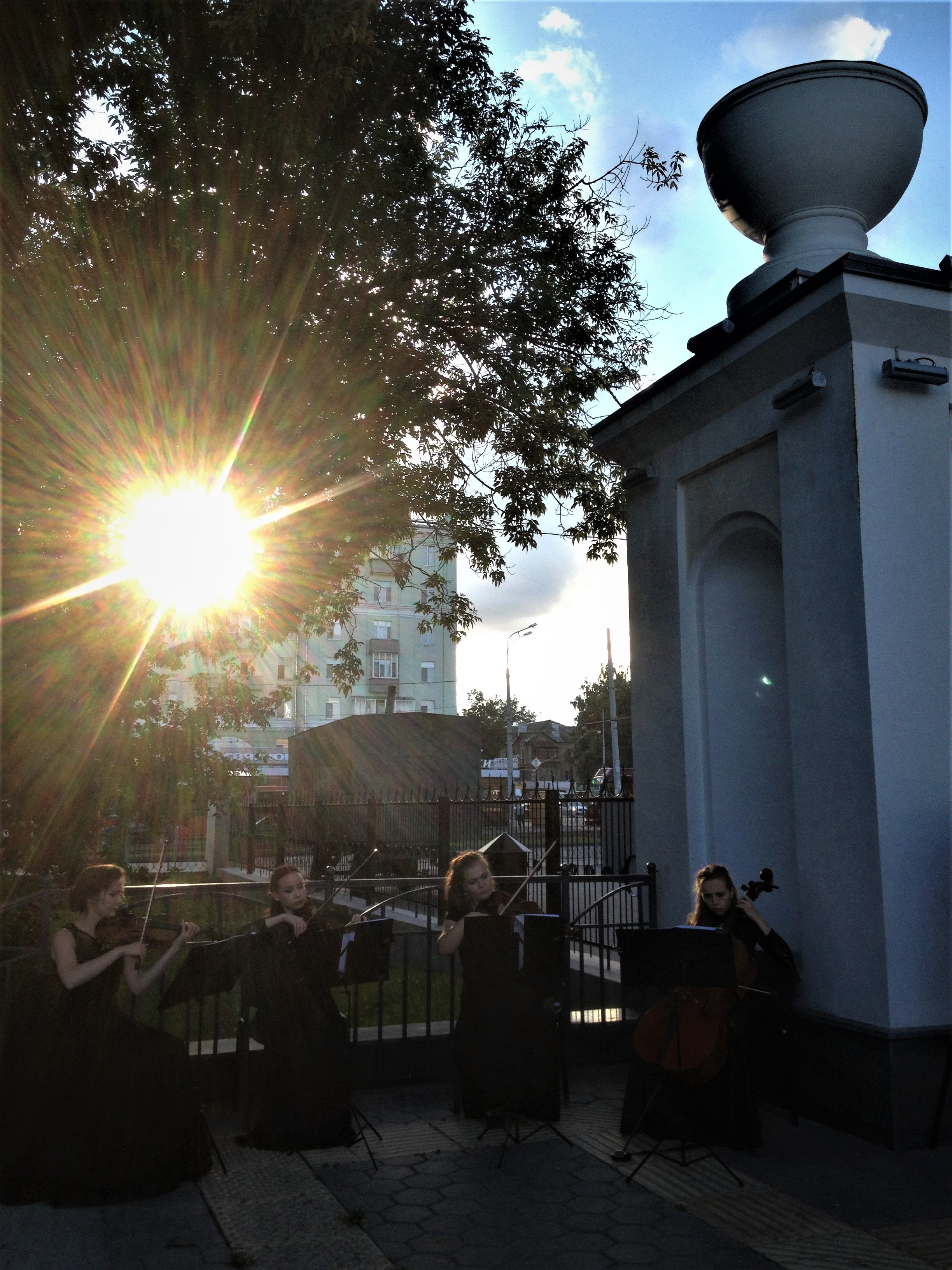
«Марафон классической музыки» (12 августа 2017 года)

В настоящее время имеются семь входов в парк: три со стороны улицы Копылова (в том числе центральный), три со стороны улицы Олега Кошевого (на пересечении с улицей Дементьева) и один со стороны улицы Дементьева.
Четыре из них (в том числе центральный) реконструированы.
Были реконструированы и созданы следующие объекты:
- баскетбольная площадка,
- беговая и вело-дорожка,
- волейбольная площадка,
- детские игровые площадки (две),
- летняя эстрада «Ракушка», выполненная в стилистике советского периода (с 14-метровой сценой),
- лужайка для отдыха и пикника,
- площадка для выгула собак,
- площадки для воркаута, фитнеса (две),
- площадка для танцев и йоги,
- площадка для тихих игр (шахматы),
- свето-музыкальный фонтан,
- футбольная площадка.

Открыты два туалета.

## События культурного характера
12 августа 2017 года в Парке «Крылья Советов», впервые в Казани, прошёл «Марафон классической музыки», организованный «Казанской городской сетью».
27 мая 1994 года здесь провёл концерт Егор Летов, который станет самым лучшим в его жизни. 

## Галерея

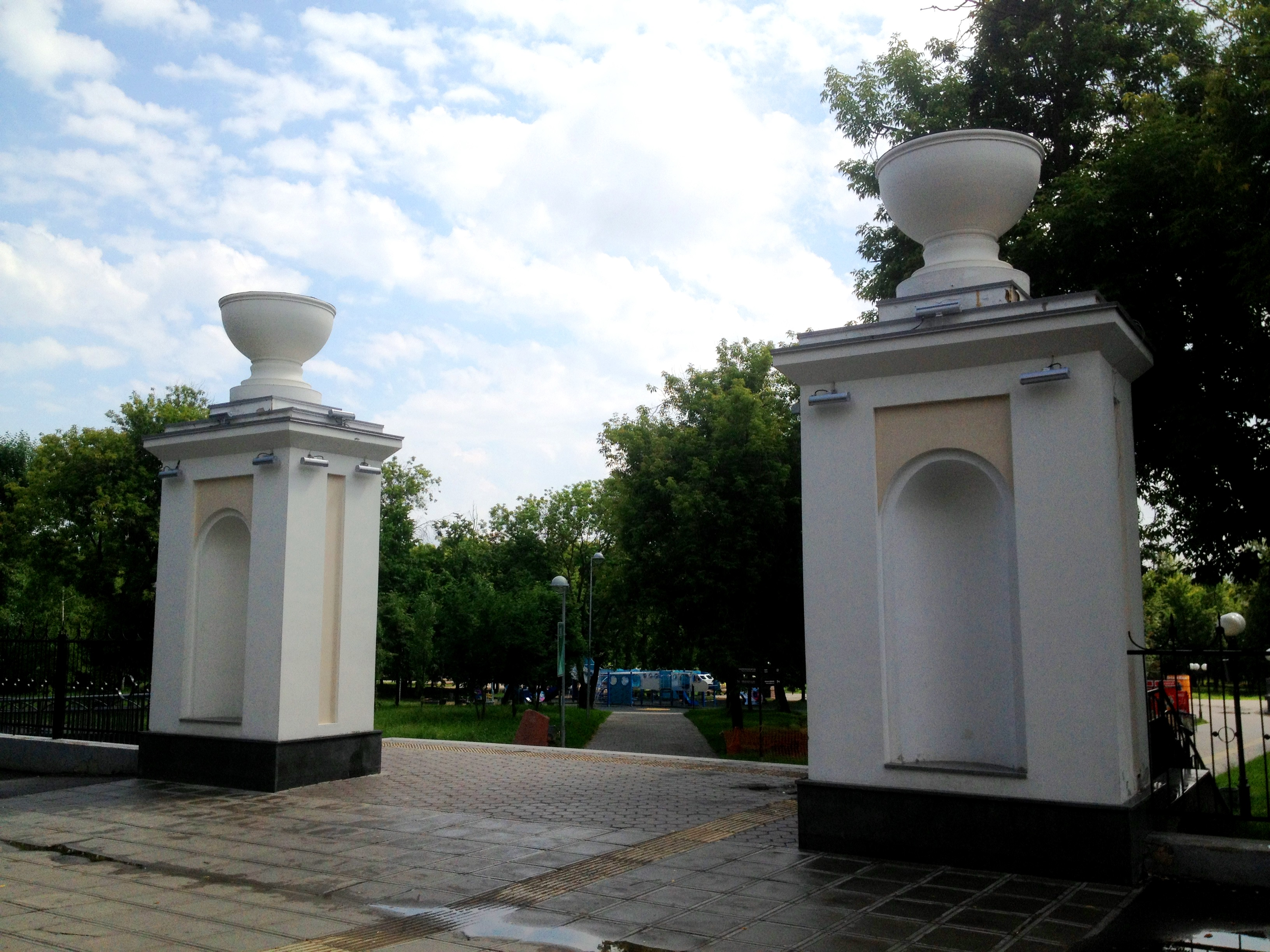
Входная группа со стороны ул. Копылова
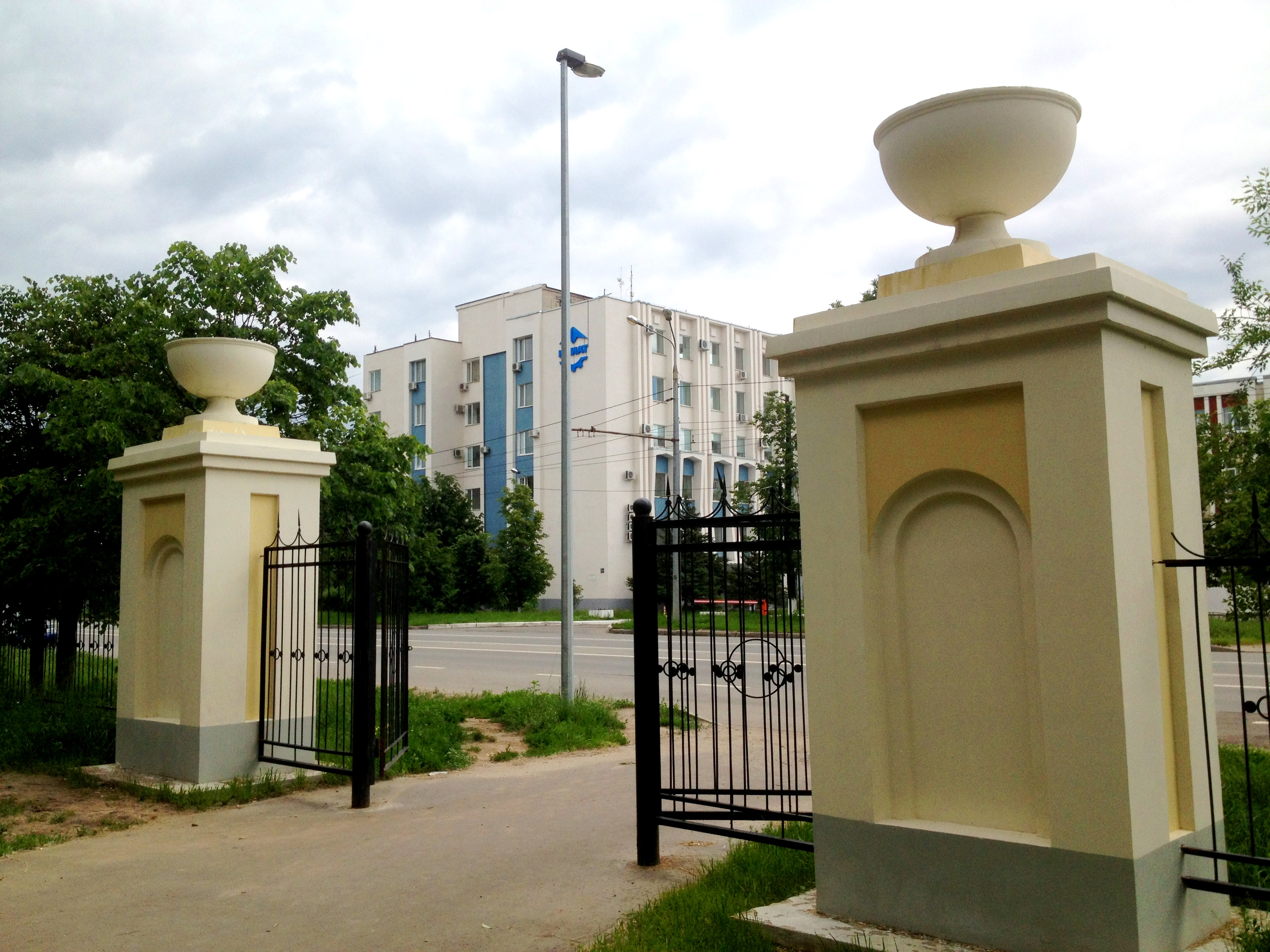
Входная группа со стороны ул. Дементьева
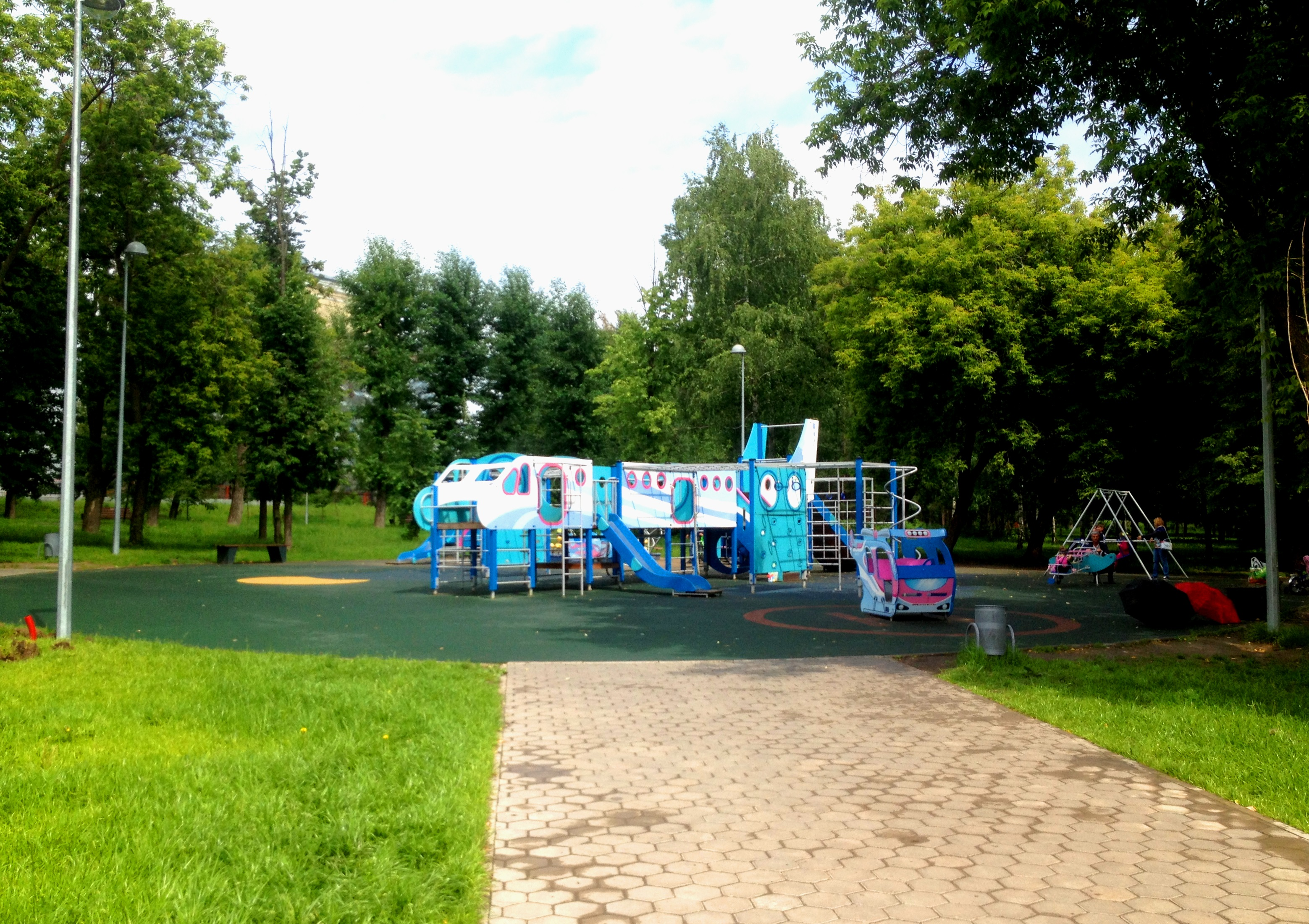
Детская игровая площадка
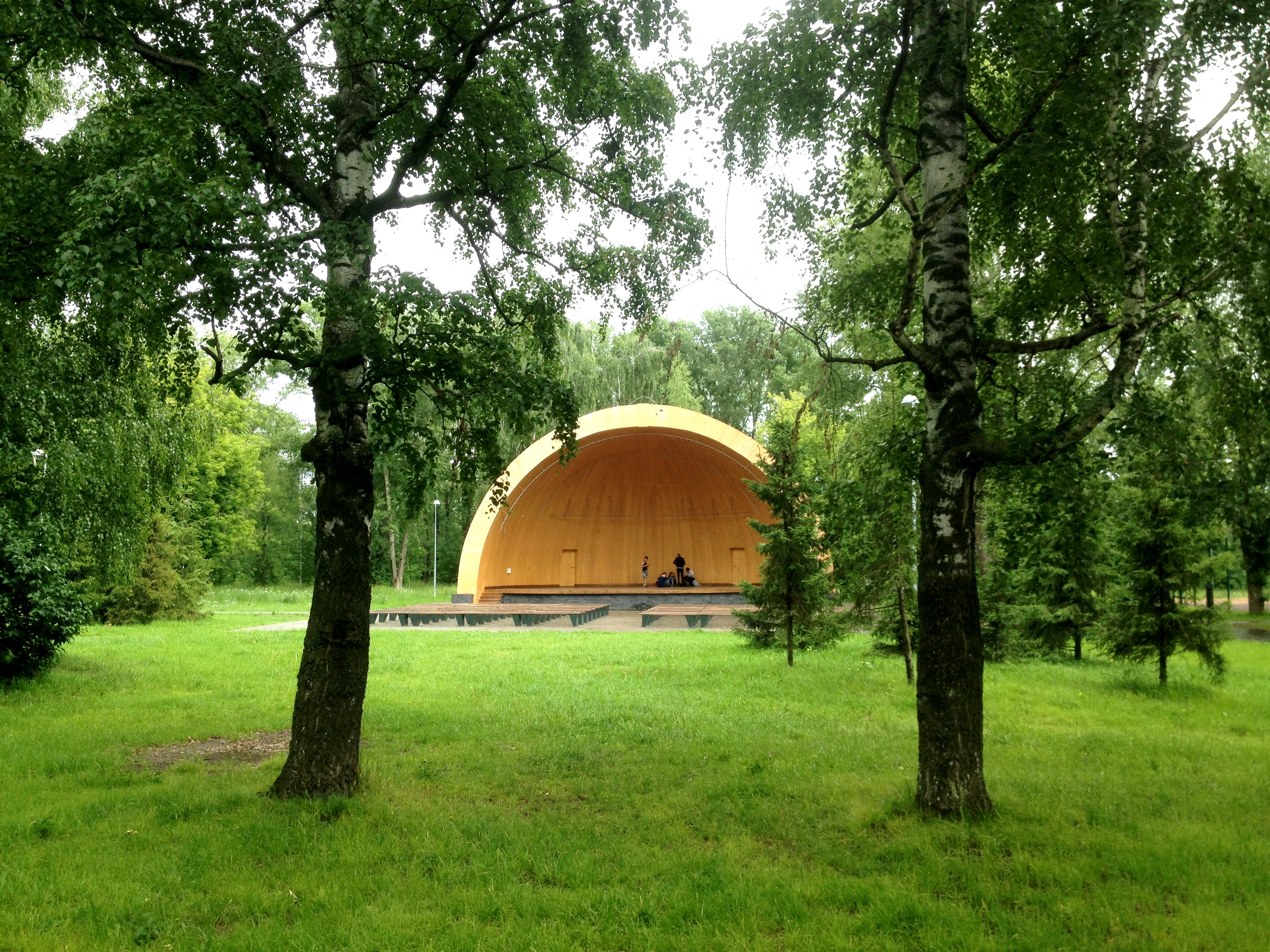
Летняя эстрада «Ракушка»
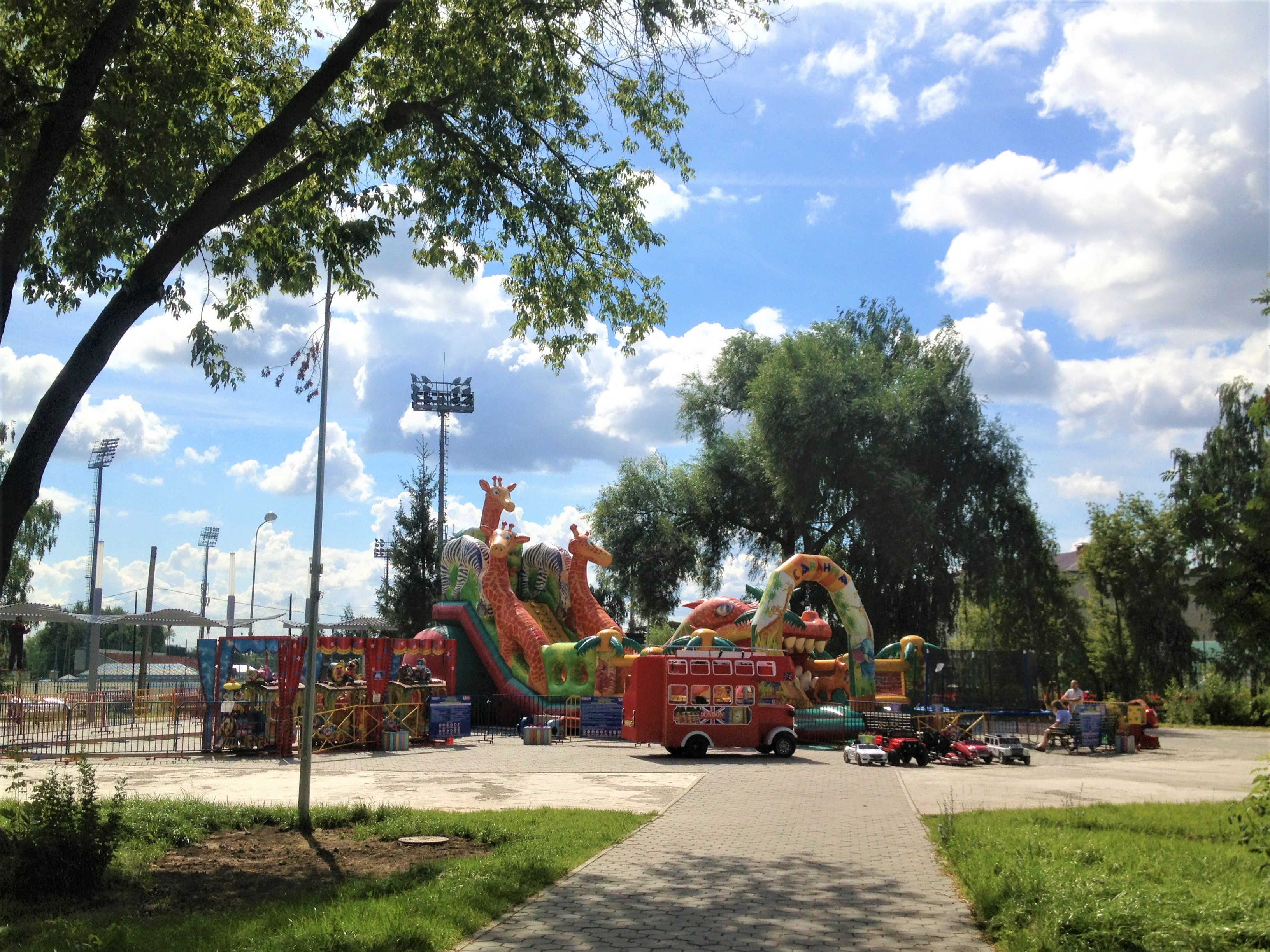
Аттракционы